# María José Belenguer
María José Belenguer Dolz (Onda, Castellón, 1983) es una compositora y arreglista española. Trabajó como editora y asistente de Orquestación para la compositora Claudia Montero, ganadora de cuatro Latin Grammy’s.Trabaja como editora y copista para la editorial Eurindia Ediciones.

## Biografía
María José Belenguer logró el Título Superior en la especialidad de Flauta travesera y más tarde el Título Superior de Composición en el Conservatorio Superior de Castellón. Continuó sus  estudios musicales de piano y cursó un máster en Musicoterapia en la Universidad Católica de Valencia y el máster de Composición para Medios Audiovisuales en el Centro Superior Katarina Gurska. Se ha formado con compositores como José Manuel López López, Agustín Charles, Tomás Marco, Cristóbal Halffter, José María Sánchez Verdú. 
En 2007 obtuvo una beca de la Junta de Andalucía para asistir al curso de composición de la Cátedra Manuel de Falla, siendo su tutor Mauricio Sotelo ahí estrenó su obra Marabunta. Ese mismo año en el Encuentro de composición INJUVE 2007, fue seleccionada para el panel de lectura y allí tuvo como profesora a Hilda Paredes con la que continuó con  clases particulares su formación en Londres durante dos años. 
Volvió a participar en el Encuentro de composición INJUVE 2008, teniendo como profesores a Marcela Rodríguez, Yann Maresz, Luca Francesconi y Jesús Rueda.
En el ámbito de la música para medios audiovisuales ha compuesto música 
- Para cortometrajes como Eiénesis, dirigida por Miguel Ángel Font Bisier con el Premio Proyecta 2010, Mi peor Enemiga dirigida por Mario Ayala que fue nominada a los X Jerry Goldsmith, o Cul-de-sac, dirigida por Cara Lawons,

- Para el videojuego Lost King’s Lullaby
- Para obras de teatro como Casa Lupe desde 1798 escrita por Inés de Miguel y dirigida por David Couso.

María José Belenguer como arreglista adapta repertorio de distintos tipos para la Orquesta SAMVO, y para orquesta sinfónica para artistas como Pepa Aniorte, Gisela o Vicente Seguí entre otros.
La banda municipal de música de Bilbao estrenó una sinfonía para banda de Mª José Belenguer La memoria silenciada, dedicada a la memoria de Claudia Montero una de sus referentes como compositora. La obra consta de cuatro movimientos y cada uno de ellos lleva el nombre de una compositora la neerlandesa Henriette Bosmans, la segoviana María de Pablos, la parisina Louise Farrenc y la londinense Ethel Smyth.

## Premios
- Premio a la Mejor música original en el Asians on film Festival 2019 por la banda sonora del cortometraje Cul-de-sac.[3]

- Por su composición Las carboneras del Nalón segundo premio del I Concurso Internacional de Composición para Mujeres María Teresa Prieto de Mieres, Asturias.[4]
- Segundo premio Carmelo Alonso Bernaola, en la 23.ª edición de los Premios Jóvenes Compositores Fundación Autor-CNDM 2012.[5][1]

- Nominada en la X edición de los Premios Jerry Goldsmith en 2015 por The girl who lives in me a la categoría de Mejor Canción, que forma parte de la Banda sonora de Mi peor Enemiga, de Mario Ayala.[6]